# 英吉利灣

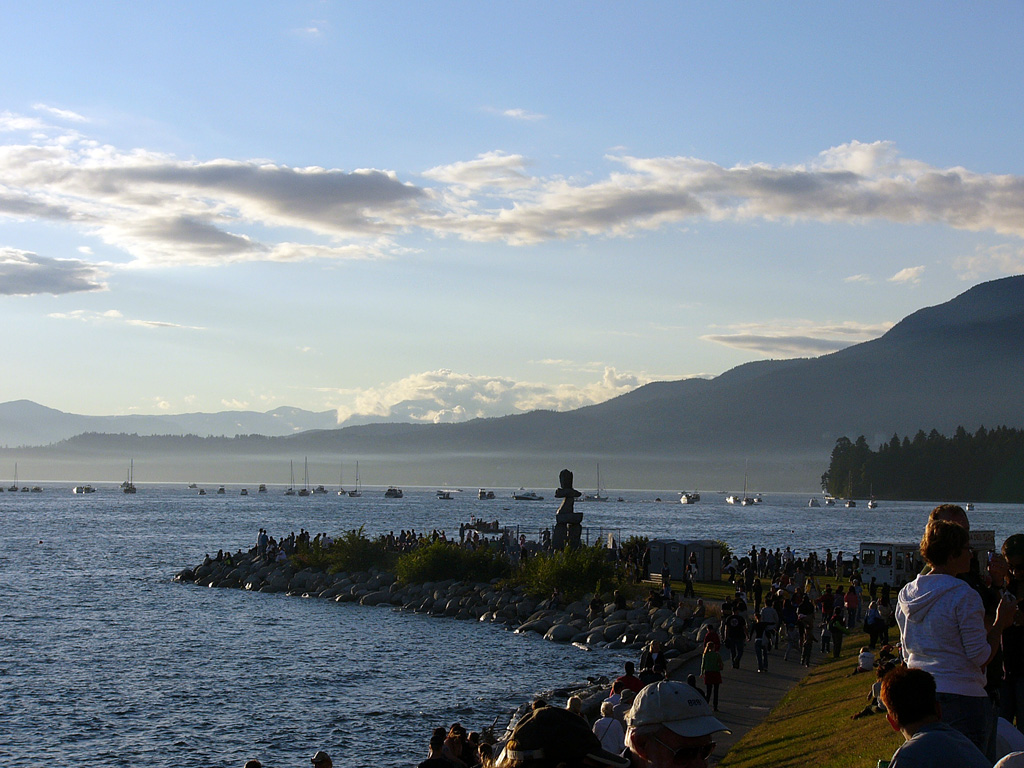
英吉利灣一景

英吉利灣（英語：English Bay），又譯英吉列灣，是一個位於加拿大卑詩省溫哥華市對出的海灣，東鄰布勒内灣的第一海峽、史丹利公園、西端區和福溪，北臨西溫哥華，南及基斯蘭奴和西格雷角，西面則與喬治亞海峽相連。英吉利灣於西端區、基斯蘭奴和西溫哥華沿岸均為海灘所在，而每年於夏季舉行的光之慶典煙花匯演（Celebration of Light）亦從英吉利灣發放。
英國皇家海軍和西班牙海軍的船隻於1792年6月在此海灣相遇；為了紀念這次事件，英國皇家海軍船長喬治·理察斯約於1859年將此海灣命名為英吉利灣，並將英吉利灣在西格雷角沿岸的海灘命名為西班牙海灘（Spanish Banks）。

## 外部連結
- 维基共享资源上的相關多媒體資源：英吉利灣

49°17′20″N 123°10′25″W / 49.28889°N 123.17361°W